# Abraham Vita de Cologna

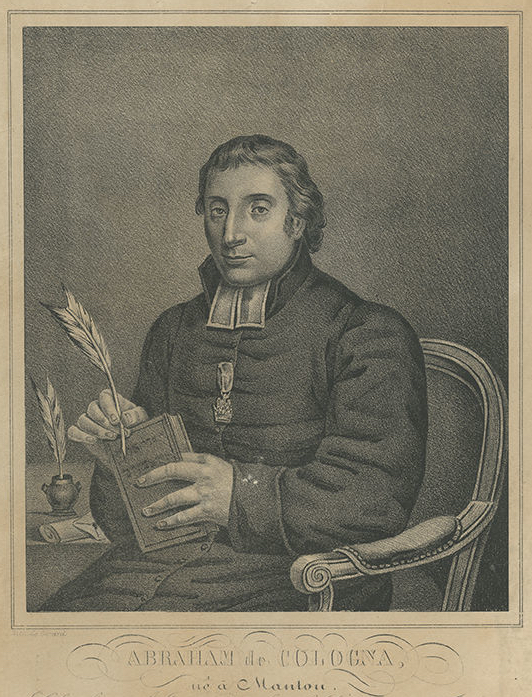

Abraham Vita de Cologna (geb. 25. September 1755 in Mantua; gest. 24. März 1832 in Triest) war ein italienischer Rabbiner.

## Leben
Sein Vater Samuel war Vorsteher der Juden von Mantua von 1758 bis 1788. Abraham erhielt eine jüdische Erziehung und wurde Rabbiner von Mantua. Als solcher wurde er Mitglied des Parlaments des von Napoleon I. geschaffenen Königreichs Italien und 1806 Mitglied der Notabelnversammlung in Paris. Nach der Installation des Grand Sanhédrin 1807 wurde er dessen Vizepräsident. 1808 wurde er Mitglied des Consistoire central, dessen Präsident er von 1812 bis 1826 war. Als solcher war er der zweite Großrabbiner von Frankreich nach David Sinzheim. 1808 bis 1814 war er auch Rabbiner des Consistoire Turin. 1826 verzichtete er auf sein Amt und zog sich nach Triest zurück.